# 現代風俗研究会
現代風俗研究会（げんだいふうぞくけんきゅうかい）は、京都を中心に活動をしている社団法人である。通称は「現風研」と言う。1976年9月に桑原武夫を中心に学術界のみならず費学術界からも多くの発起人が集まり創設された。「現代における風俗現象について、従来とは違ったさまざまな角度から調査・研究を行い、社会を新しくとらえ直していく」ことを目的として学術活動を行っている。

## 概要
1976年9月に京都・法然院にて現代風俗研究会は創立された。発起人は、桑原武夫、鶴見俊輔、多田道太郎、橋本峰雄、井上俊、井上忠司、山本明ら名だたる知識人が名を連ねた。現代風俗研究会は「学問のテーマに貴賤はない」という姿勢を貫いている。設立当時から現代風俗研究会にはいわゆる知識人だけでなく多くの市民や同好の士も多く所属している。そのためか、現代風俗研究会では、思いついたことを誰でも自由に議論することができる雰囲気があるという指摘もある。
当初は、年間テーマを決め、年4、5回の研究例会及び数回の分科会を持つ活動を行っていた。また、その成果は、年報『現代風俗』として毎年刊行されていた（現在は刊行されていない）。当初は任意団体として活動していたが、88年1月に社団法人化した。

## 歴代会長
- 初代会長：桑原武夫
- 2代目会長：多田道太郎
- 3代目会長：高橋千鶴子
- 4代目会長：井上章一